# Пам'ятки садово-паркового мистецтва місцевого значення Чернівців
| Місце розташування (вул., площа) | Світлина | Найменування пам'ятки, дата заснування                                        | Номер і дата документа про взяття на облік | Охоронний номер |
| -------------------------------- | -------- | ----------------------------------------------------------------------------- | --- | --------------- |
| Пилипа Орлика                    |          | Парк «Жовтневий», 1992 р.                                                     | Рішення Чернівецького облвиконкому від 17.03.1992 р. № 72; рішення Чернівецької облради від 02.02.2001 р. № 8-14/01; рішення сесії Чернівецької міської ради від 12.07.2003 року № 347 |                 |
| Київська                         |          | Парк ім. Шіллера, 1890 р.                                                     | Рішення Чернівецького облвиконкому від 24.02.1964 р. № 80/5 |                 |
| Кордуби Мирона                   |          | Парк-сквер, 1890 р.                                                           | Рішення Чернівецького облвиконкому від 30.05.1979 р. № 198 |                 |
| Йозефа Главки, 20                |          | Парк ім. Ю. Федьковича, 1830 р.                                               | Рішення Чернівецького облвиконкому від 24.02.1964 р. № 80/5 |                 |
| Підкови Івана, 11                |          | Садгірський парк, 1840—1850 рр.                                               | Рішення Чернівецького облвиконкому від 30.05.1979 р. № 198 |                 |
| Садова, 1                        |          | Чернівецький парк культури та відпочинку ім. Т. Г. Шевченка, 60—70 рр. ХІХст. | Рішення Чернівецького облвиконкому від 30.05.1979 р. № 198 |                 |
| Соборна площа                    |          | Парк-сквер, 1885 р.                                                           | Рішення Чернівецького облвиконкому від 30.05.1979 р. № 198 |                 |
| Стеценка Кирила, 3               |          | Парк-сквер, 2-га пол. XIX ст.                                                 | Рішення Чернівецького облвиконкому від 30.05.1979 р. № 198 |                 |
| Тольятті, 2                      |          | Садгірський парк, кін. XIX ст.                                                | Рішення Чернівецького облвиконкому від 30.05.1979 р. № 198 |                 |